# Charles Spencer, 3.º Conde de Sunderland
Charles Spencer, 3.º Conde de Sunderland (23 de abril de 1675 – 19 de abril de 1722) foi um estadista inglês.
Ele era o segundo filho de Robert Spencer, 2.º Conde de Sunderland e de sua esposa, Lady Anne Digby, filha de George Digby, 2.º Conde de Bristol. Com a morte de seu irmão mais velho Henry em Paris, em setembro de 1688, Charles tornou-se herdeiro do pariato.
Chamado por John Evelyn de "juventude de esperanças extraordinárias", Spencer completou sua educação na Universidade de Utrecht, em Utrecht, Países Baixos. Em 1695, entrou na Câmara dos Comuns como um membro por Tiverton, um distrito eleitoral. No mesmo ano, casou-se com Arabella, filha de Henry Cavendish, 2.º Duque de Newcastle-upon-Tyne. Ela morreu em 1698, e em 1700 Charles desposou Anne Churchill, filha do famoso Duque de Marlborough. Esta foi uma importante aliança para Spencer, que foi introduzido na vida política, e para seus descendentes, que acabaram recebendo o Ducado de Marlborough.

## Filhos
Com sua primeira esposa, Lady Arabella Cavendish, filha de Henry Cavendish, 2.º Duque de Newcastle-upon-Tyne, ele teve apenas uma filha:
- Lady Frances Spencer (c. 1696 - 27 de julho de 1742), casou-se com Henry Howard, 4.º Conde de Carlisle.

Sua segunda esposa foi Lady Anne Churchill, filha de John Churchill, 1.º Duque de Marlborough e de Sarah Jennings. Eles tiveram cinco filhos juntos:
- Robert Spencer, 4.º Conde de Sunderland (24 de outubro de 1701 - 27 de novembro de 1729)
- Lady Anne Spencer (1702 - 19 de fevereiro de 1769), casou-se com William Bateman, 1.º Visconde Bateman.
- Charles Spencer, 3.º Duque de Marlborough (22 de novembro de 1706 - 20 de outubro de 1758)
- Hon. John Spencer (13 de maio de 1708 - 19 de junho de 1746), pai de John Spencer, 1.º Conde Spencer.
- Lady Diana Spencer (1710 - 27 de setembro de 1735), casou-se com John Russell, 4.º Duque de Bedford.

Sua terceira e última esposa foi Judith Tichborne, filha Benjamin Tichborne e Elizabeth Gibbs. Como se alega, eles tiveram três filhos que morreram na infância.